# Venčanje Serža Orlija
Venčanje Serža Orlija je redovna epizoda Marti Misterije premijerno objavljena u Srbiji u svesci #52. u izdanju Veselog četvrtka. Sveska je objavljena 02.01.2020 (mada se na kioscima u Beogradu pojavila već 28.12.2019). Koštala je 380 din (3,2 €; 3,6 $). Imala je 154 strane. Na kraju sveske nalazi se kratak tekst Alfreda Kastelija o misteriji kod ostrva Jonaguni pod nazivom "Na dnu mora".

## Originalna epizoda
Originalna epizoda pod nazivom Il matrimonio di Sergej Orloff objavljena je premijerno u #330. regularne edicije Marti Misterije koja je u Italiji u izdanju Bonelija izašla 1.12.2013. Epizodu su nacrtali braća Esposito, a scenario napisao Carlo Recagno. Naslovnu stranu nacrtao Đankarlo Alesandrini. Koštala je 6,3 €.